# Parque ecológico Los Ladrillos
El Parque ecológico Los Ladrillos (también llamado: Parque ecoturístico Zacatelco) es una reserva natural ubicada en el municipio de Zacatelco en el estado mexicano de Tlaxcala. Abrió sus puertas oficialmente el 2 de abril de 2015.
Se encuentra a 16 kilómetros de la ciudad de Tlaxcala, 29 kilómetros de la ciudad de Puebla, 118 de kilómetros la Ciudad de México y a 47 kilómetros del Parque nacional La Malinche.

## Historia
El parque comenzó su construcción en 2015 en la reservas naturales de «Los Manantiales» en la sección cuarta de Zacatelco, su primera apertura ocurrió el 2 de abril de 2015 bajo el gobierno municipal de Francisco Román Sánchez.
Las edificaciones que componen el parque tales como bancas, árboles y barandales fueron materiales reciclados, extraídos del parque de Zacatelco, los cuales fueron retirados debido a su remodelación. De este modo, el coste fue relativamente barato, no superior a los 27 mil pesos mexicanos.
El 1 de agosto de 2017, durante el gobierno de Tomás Orea Albarran, el parque tuvo una reapertura en coordinación con el Departamento de Acuacultura de la Secretaría de Fomento Agropecuario del Estado de Tlaxcala (SEFOA) para promover la actividad acuícola de la región.